# Walldorf (Meiningen)

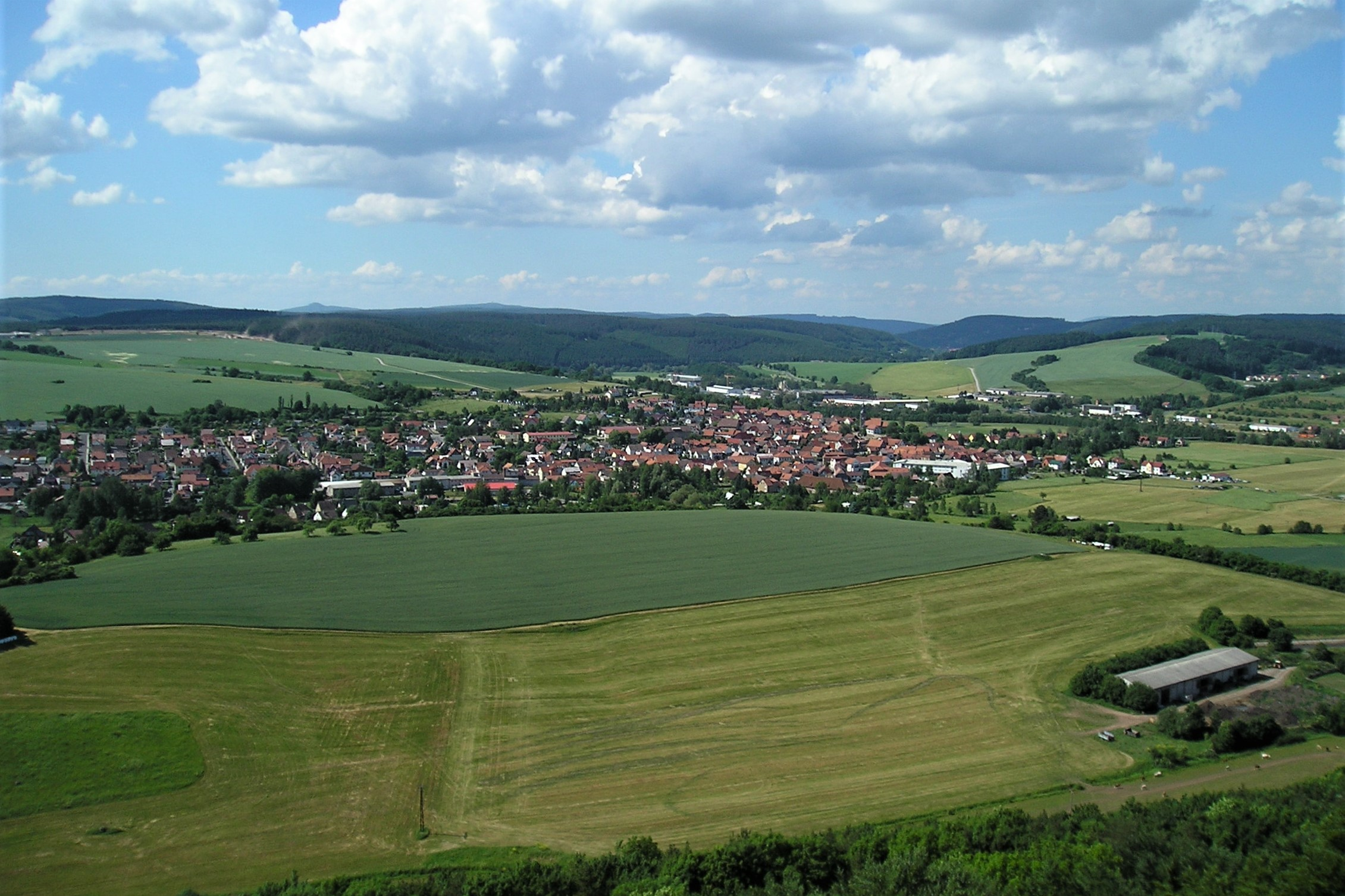
Walldorf von Süden

Walldorf (ⓘ) ist ein Ortsteil der Kreisstadt Meiningen im fränkisch geprägten Süden von Thüringen.

## Geografie
Walldorf liegt an der Mündung der Herpf in die Werra zwischen Rhön und Thüringer Wald rund vier Kilometer nördlich der Kernstadt Meiningen. Nachbarorte sind die Stadt Wasungen und Wallbach im Norden, Welkershausen und die Kernstadt Meiningen im Südosten sowie Melkers im Südwesten. Wasungen und Meiningen erreicht man über die Bundesstraße 19. Über die Landesstraße 1124 gelangt man nach Melkers sowie mit einer weiteren Verbindung nach Meiningen.

## Geschichte
Walldorf wurde erstmals am 1. Oktober 982 erwähnt, als Kaiser Otto II. sein Königsgut Walldorf der Kirche St. Peter und Alexander in Aschaffenburg übereignete. Die Originalurkunde dazu befindet sich im Stadt- und Stiftsarchiv Aschaffenburg. Am 7. Mai 1008 übergab Heinrich II. dem Hochstift Würzburg Walldorf als Lehen. Am 27. Februar 1221 bestätigte Bischof Otto I. von Würzburg der Kirche in Meiningen das Patronatsrecht über die Walldorfer Kirche.
Sittich und Wilhelm Marschalk erwarben 1410 das Walldorfer Gut. 1542 kam Walldorf im Tausch mit der Exklave Meiningen zur Grafschaft Henneberg-Schleusingen, wodurch die Würzburger Herrschaft endete. Die würzburgischen Ritterlehen über Walldorf, die in diesem Tauschvertrag nicht genannt waren, blieben nach langen Kämpfen bis 1808 beim Bistum.
Nach dem Aussterben der Grafen von Henneberg gelangte Walldorf 1583 unter die Herrschaft der Herzöge von Sachsen. 1584 siedelten sich erste Juden in Walldorf an. Sie legten im 18. Jahrhundert einen Friedhof an und bauten eine Schule und eine Synagoge.
Am 17. Oktober 1634 wurden die Kirche und Teile des Dorfes infolge des Dreißigjährigen Krieges niedergebrannt. Im Siebenjährigen Krieg (1757–1763) quartiert man über 7500 Soldaten und 2300 Pferde in Walldorf ein. Im Ort waren zeitweise drei adlige Familien sesshaft: die von Ostheim, die von Bibra zu Irmelshausen und die zu Walldorf. Das Dorf Walldorf gehörte seit dem 17. Jahrhundert der Reichsritterschaft an und kam nach deren Auflösung an das Großherzogtum Würzburg. In einem Tauschvertrag von 1808 wurde es vom Herzogtum Sachsen-Meiningen zurückerworben und gehörte seitdem wieder zum Amt Meiningen.
Während der Napoleonischen Kriege (1805–1814) mussten die Einwohner für insgesamt 34.000 Einquartierungen aufkommen, was für den Ort eine erhebliche Belastung bedeutete. 1809 erhielt der Herzog Bernhard II. von Sachsen-Meiningen unter Vormundschaft seiner Mutter Louise Eleonore die Hoheitsrechte über Walldorf.
Ab 1867 führte das Gesetz über Freizügigkeit zum verstärkten Wegzug von Juden aus Walldorf, die noch 1849 eine Höchstzahl von 562 Personen bei insgesamt 1637 Einwohnern aufwiesen.
Von den Walldorfer Männern fielen im Ersten Weltkrieg 43 und im Zweiten Weltkrieg 115 dem Krieg zum Opfer. Die Brücken über die Werra und die Herpf wurden gegen Ende des Zweiten Weltkrieges zerstört. Im April 1945 rückten US-amerikanische Truppen in Walldorf ein und errichteten ein Zeltlager am Wehr. Auf der Basis der Beschlüsse der Alliierten übernahmen im Juli 1945 sowjetische Truppen die Verwaltung, die Amerikaner verließen Thüringen. Walldorf wurde Bestandteil der Sowjetischen Besatzungszone und später der DDR. Im Zuge der Bodenreform werden die Besitzungen des Freiherrn von Bibra 1946 entschädigungslos enteignet und an landarme Bauern übergeben. Von 1950 bis 1990 lag Walldorf im Kreis Meiningen des Bezirkes Suhl der DDR, seit 1994 gehört es zum Landkreis Schmalkalden-Meiningen.
Die im 16. Jahrhundert errichtete Kirchenburg Walldorf wurde durch einen Brand am 3. April 2012 schwer beschädigt und am 11. Mai 2019 wieder eingeweiht. Das Schloss Walldorf, ein im 18. Jahrhundert erbautes Herrenhaus, stand unter Denkmalschutz und wurde dennoch im Oktober 2013 abgebrochen.
Im Rahmen der Gebietsreform in Thüringen wurde am 27. April 2017 die freiwillige Eingliederung in die Stadt Meiningen beschlossen, der Vertragsabschluss fand am 27. Februar 2018 statt. Mit der Veröffentlichung des Gesetzes zur Neugliederung der Gemeinden 2019 im Freistaat Thüringen wurde Walldorf am 1. Januar 2019 eingegliedert als Ortsteil der Stadt Meiningen.

## Politik

### Ortsteilrat
Der Ortsteilrat von Walldorf setzt sich aus zehn Ratsmitgliedern zusammen. Ortsteilrat und Ortsteilbürgermeisterin haben ihren Sitz im Kressehof in Walldorf (Werra).
Bis zur Eingemeindung 2019 bestand der Gemeinderat aus 14 Ratsfrauen und Ratsherren. Bei der Kommunalwahl am 25. Mai 2014 wurde der letzte Gemeinderat gewählt. Sie führte zu folgendem Ergebnis: Die Linke (41,0 % und 6 Sitze), CDU (38,6 % und 5 Sitze), SPD (20,4 % und 3 Sitze).
Bei der Kommunalwahl am 26. Mai 2019 wurden zehn neue Ratsmitglieder gewählt, die alle der Wählergemeinschaft „CDU–SPD–Die Linke“ angehören. Die Ratsmitglieder Marco Thomas (CDU) und Katharina Nennstiel (SPD) vertreten im Rahmen ihrer Parteizugehörigkeit Walldorf im Stadtrat Meiningen.

### Ortsteilbürgermeister
Ortsteilbürgermeisterin von Walldorf ist Ute Pfeiffer (Die Linke). Sie wurde am 5. Juni 2016 mit 59,1 % der gültigen Stimmen als ehrenamtliche Bürgermeisterin gewählt und wurde am 1. Januar 2019 zur Ortsteilbürgermeisterin.
Sie löste Matthäus Hildebrand ab, der am 27. Juni 2004 gewählt und am 6. Juni 2010 mit 95,9 % der gültigen Stimmen wiedergewählt wurde.

### Städtepartnerschaft
- Walldorf seit 2007

## Kultur und Sehenswürdigkeiten

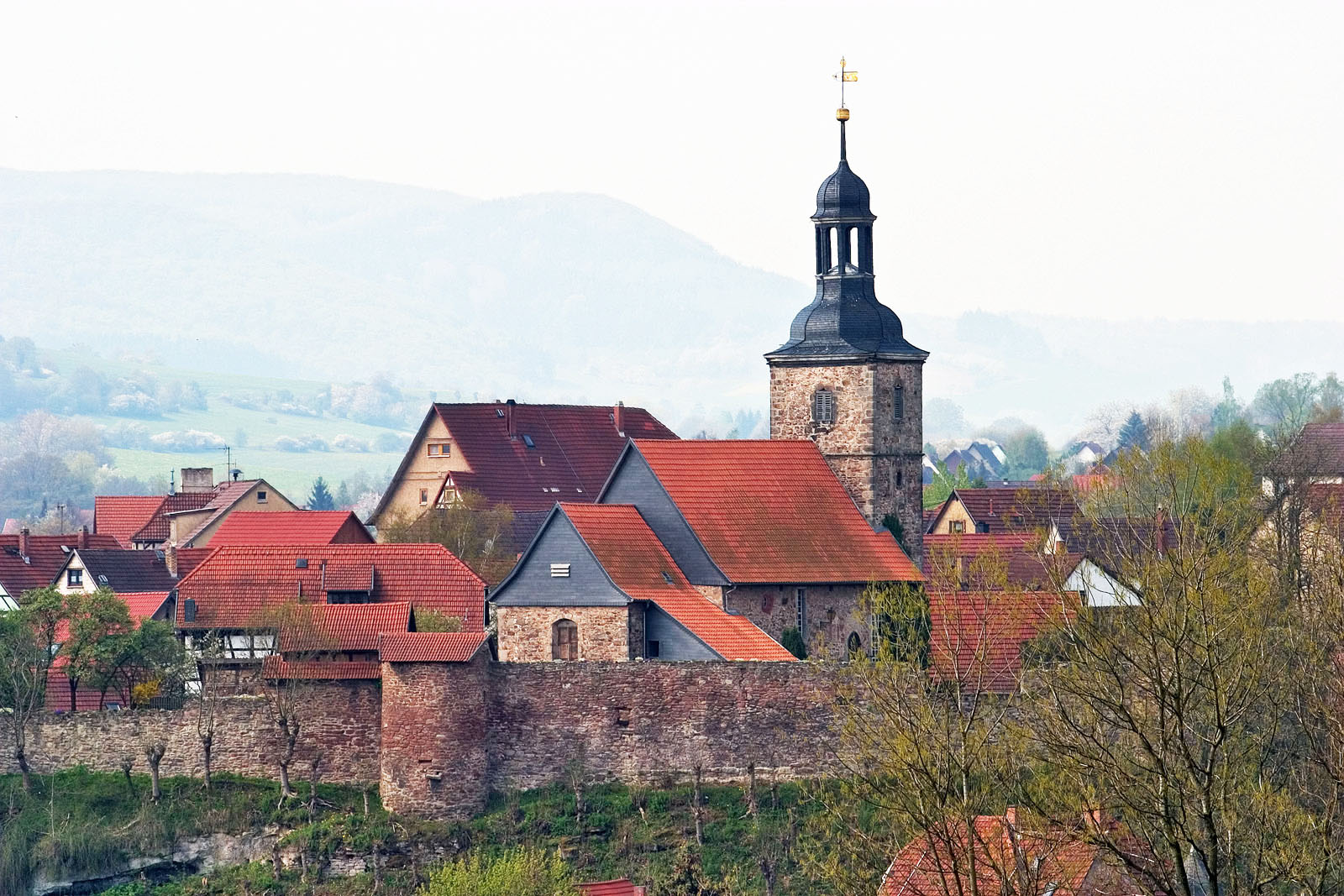
Kirchenburg Walldorf, Nordostansicht

### Bauwerke
- Die Walldorfer Kirchenburg mit Nebengebäuden und Wehrmauer stammt aus dem 16. Jahrhundert. Am 3. April 2012 wurde die Kirche durch einen Großbrand schwer beschädigt, wobei zahlreiche Kunstschätze vernichtet wurden. Noch im Jahr 2012 begann der Wiederaufbau. Im Mai 2019 fand die feierliche Wiedereinweihung der Kirche mit moderner Inneneinrichtung statt.

### Baudenkmal
- Sandstein- und Märchenhöhle Walldorf, ein unterirdisches Labyrinth auf einer Fläche von 65.000 Quadratmetern, das von 2.500 Säulen getragen wird. Das ehemalige Bergwerk, aus dem Scheuersand gewonnen wurde, hat sich zu einem Besuchermagneten entwickelt.

### Geschichtsdenkmale

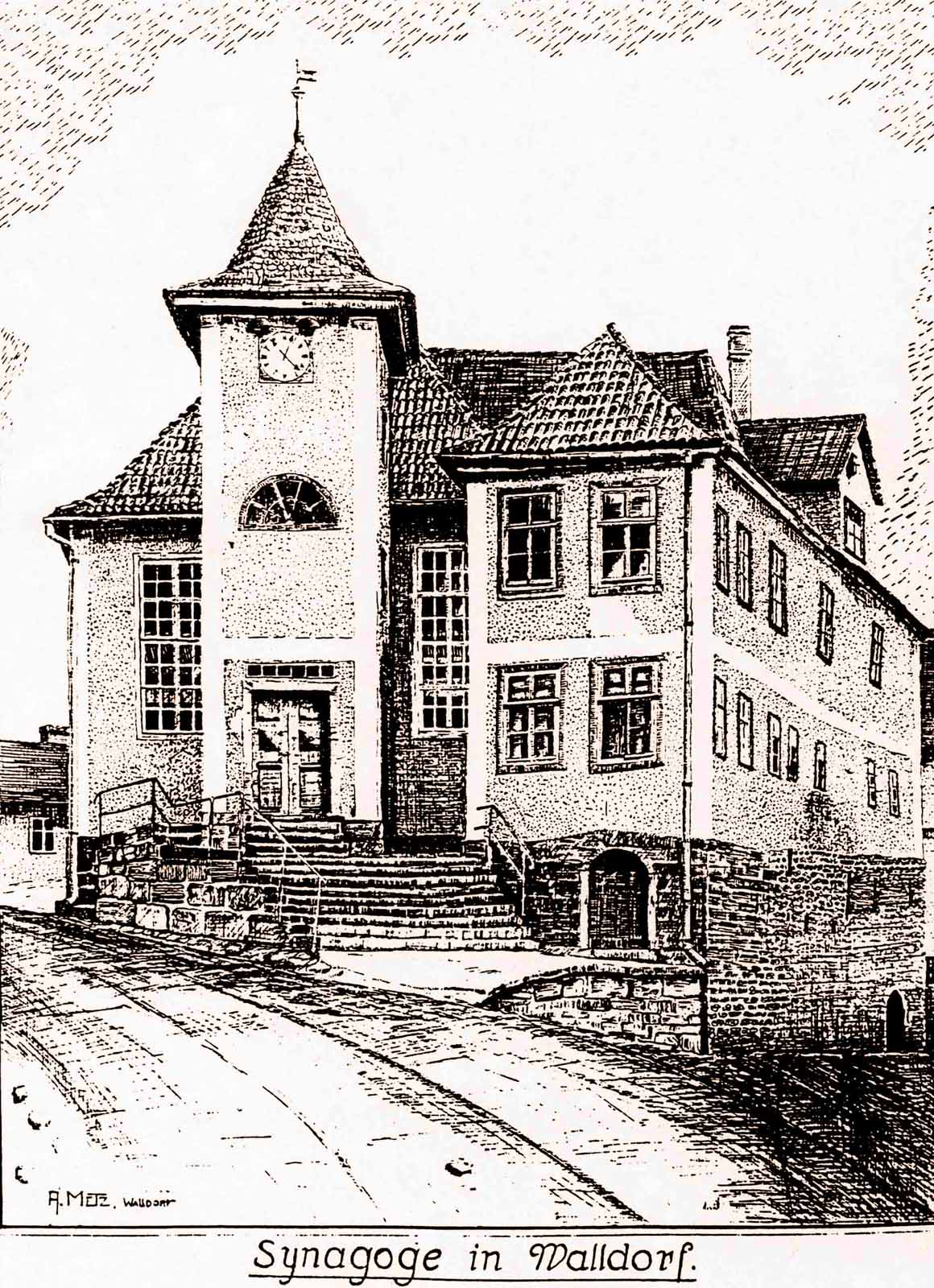
Walldorf (Werra), Synagoge, Federzeichnung A. Metz, 1936

- Walldorfs Synagoge, von der heute nur noch das Kellergeschoss erhalten ist, war ehemals eine Scheune mit Unterkellerung des von Marschalkschen Gutes. Ein völlig verwitterter Stein, auf dem heute kaum noch das Wappen der Familie von Marschalk und die Jahreszahl 1593 zu erkennen sind, befindet sich über der rundbogigen Kellertür. Der Umbau der Scheune erfolgte in den Jahren 1789 bis 1791. Den Platz zur Synagoge überließ der jüdischen Gemeinde Oberforstmeister Chr. E. Freiherr Marschalk von Ostheim. Es handelte sich um einen kunstlosen Fachwerkbau. Reicher ausgestattet war die heilige Lade, im Aufbau ähnlich manchen christlichen Altären Ende des 18. Jahrhunderts. In der Mitte stand der Schrein für die Thorarollen. Dieser Schrein war an beiden Seiten eingefasst von zwei Säulen und zwei Pilastern, die ein Gesims trugen. Dieses wurde gekrönt von zwei Adlern, welche die Gesetzestafeln halten, daneben zwei Blumenvasen aus Stuck. Der große Hauptleuchter für acht Kerzen entstammte der Zeit um 1789. Die acht Kerzen waren bestimmt für die acht Tage der Chanukkafestes. Drei aus Blech getriebene Kronleuchter, ebenfalls von 1789, hingen auf der Frauenempore. Auch alte Decken und Behänge, Gewebe des 18. Jahrhunderts, zum Teil gute Goldbrokatseide sowie ein Behang aus farbig bedrucktem Samt waren vorhanden.[12] Heute erinnert eine Gedenktafel an die Schändung der Synagoge am Tanzberg beim Novemberpogrom 1938, dem der erzwungene Verkauf und 1949 der schließliche Abriss wegen Einsturzgefahr folgten. Die zu Beginn der nationalsozialistischen Verfolgung noch zehn im Ort ansässigen jüdischen Familien wurden bis spätestens zum Jahr 1941 in die Emigration getrieben bzw. im Jahr 1942 in zwei Deportationsschüben ihrer Vernichtung preisgegeben; eine einzige Person überlebte.[13]
- Schloss Walldorf: Bestimmte das Ortsbild von Walldorf mit, bis es im Oktober 2013 abgerissen wurde. Es war das ehemalige Marschalksche Schloss aus dem 18. Jahrhundert, welches seit Mitte des 19. Jahrhunderts bis 1997 als Alters- und Pflegeheim gedient hatte. Der Abriss erfolgte gegen den Widerstand des Landesamtes für Denkmalschutz.[14]
- Berufsschüler des Ausbildungszentrums Walldorf beteiligten sich am Bau von mehreren Objekten im Nationaldenkmal Skulpturenpark Deutsche Einheit.

### Sport
Walldorf liegt am Rhön-Rennsteig-Wanderweg und am Werratal-Radweg. Der Sportverein SV 1921 Walldorf betreibt die Sportarten Fußball (derzeit Landesklasse Thüringen) und Tischtennis.

## Wirtschaft und Infrastruktur

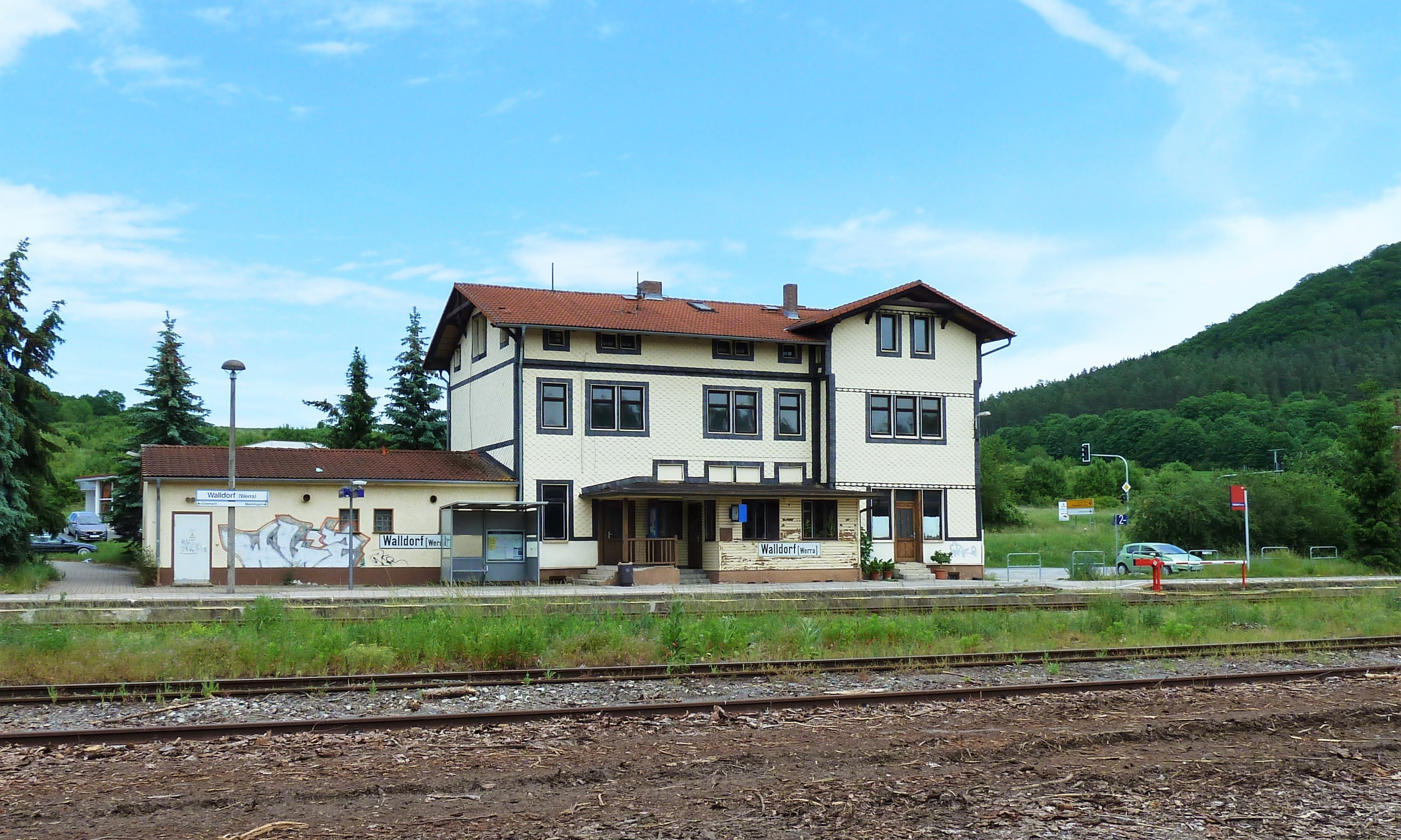
Bahnhof Walldorf (Werra)

### Verkehr
Walldorf liegt an der Bundesstraße 19 (Eisenach–Meiningen) und besitzt einen Bahnhof an der Werrabahn (Bahnstrecke Eisenach – Meiningen – Eisfeld), der mit der Linie STB 41 der Südthüringenbahn bedient wird.

### Gesundheit & Sicherheit
Der Stadtteil Walldorf hat eine Freiwillige Feuerwehr. Diese wird gemeinsam mit der Wallbacher Feuerwehr als Wache 5 der Feuerwehr Meiningen geführt.

## In Walldorf geboren
- Ferdinand Elsbach (1864–1931), deutscher Kaufmann
- Albert Bernstein-Sawersky (1870–1938), Schriftsteller und Bühnenautor
- Luise Danz (1917–2009), Aufseherin in verschiedenen Konzentrationslagern
- Dieter Martin Gruen (* 1922), US-amerikanischer Chemiker, geboren als Dieter Martin Grünstein
- Waldemar Kreutzberger (* 1930), Politiker (NDPD) und PGH-Vorsitzender